# Pojedyncza komórka burzowa

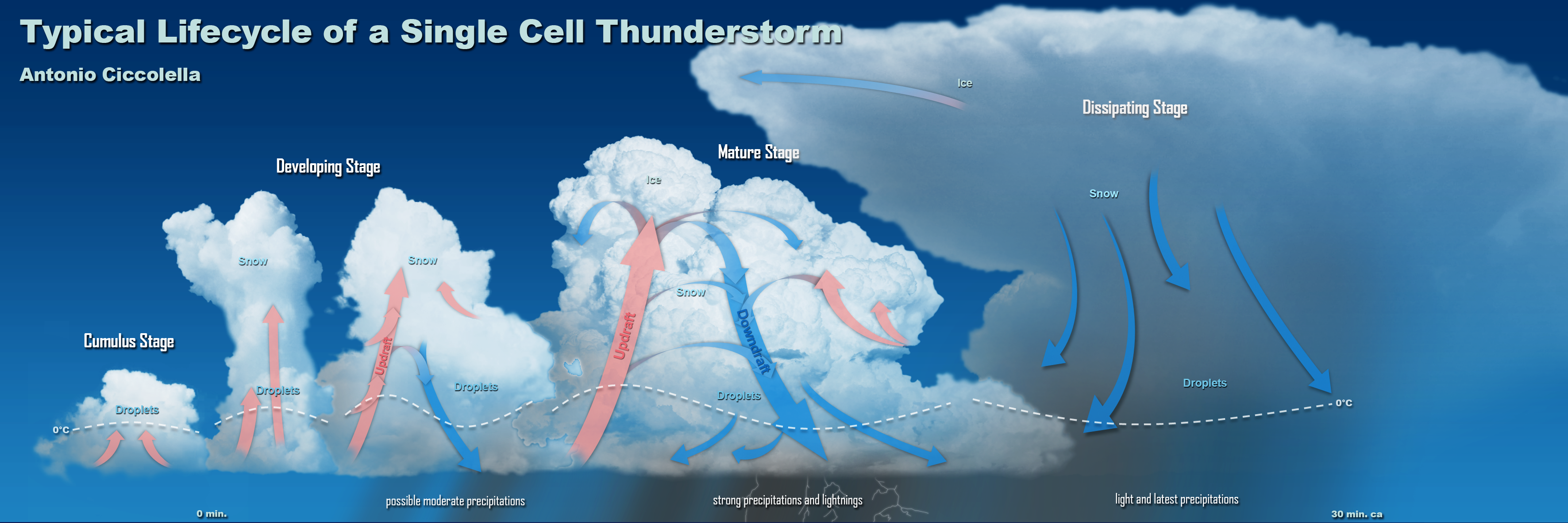
Cykl powstawania pojedynczej komórki burzowej

Pojedyncza komórka burzowa (ang. single cell thunderstorm) – rodzaj burzy, którą tworzy pojedyncza chmura burzowa Cumulonimbus, zwykle Cumulonimbus capillatus. Są krótkimi i słabymi burzami (stosowane bywa określenie„burza pulsacyjna”), które zwykle zanikają w ciągu mniej więcej godziny po powstaniu. Zazwyczaj są napędzane energią słońca w letnie popołudnie. Burze jednokomórkowe powodują zwykle krótkotrwałe ulewne deszcze i wyładowania atmosferyczne.
Jednym z powodów szybko przemijającego charakteru burz jednokomórkowych jest fakt, że powstają one w środowisku o „słabym pionowym uskoku wiatru”, co oznacza, że prędkość i kierunek wiatru zmieniają się bardzo nieznacznie wraz ze wzrostem wysokości. To właśnie ten słaby pionowy uskok wiatru umożliwia opadanie prądu zstępującego burzy bardzo blisko prądu wstępującego.

## „Cykl życia” pojedynczej komórki burzowej
Można go podzielić na trzy zasadnicze etapy.

### Etap pierwszy – rozwój cumulusa w cumulonimbus

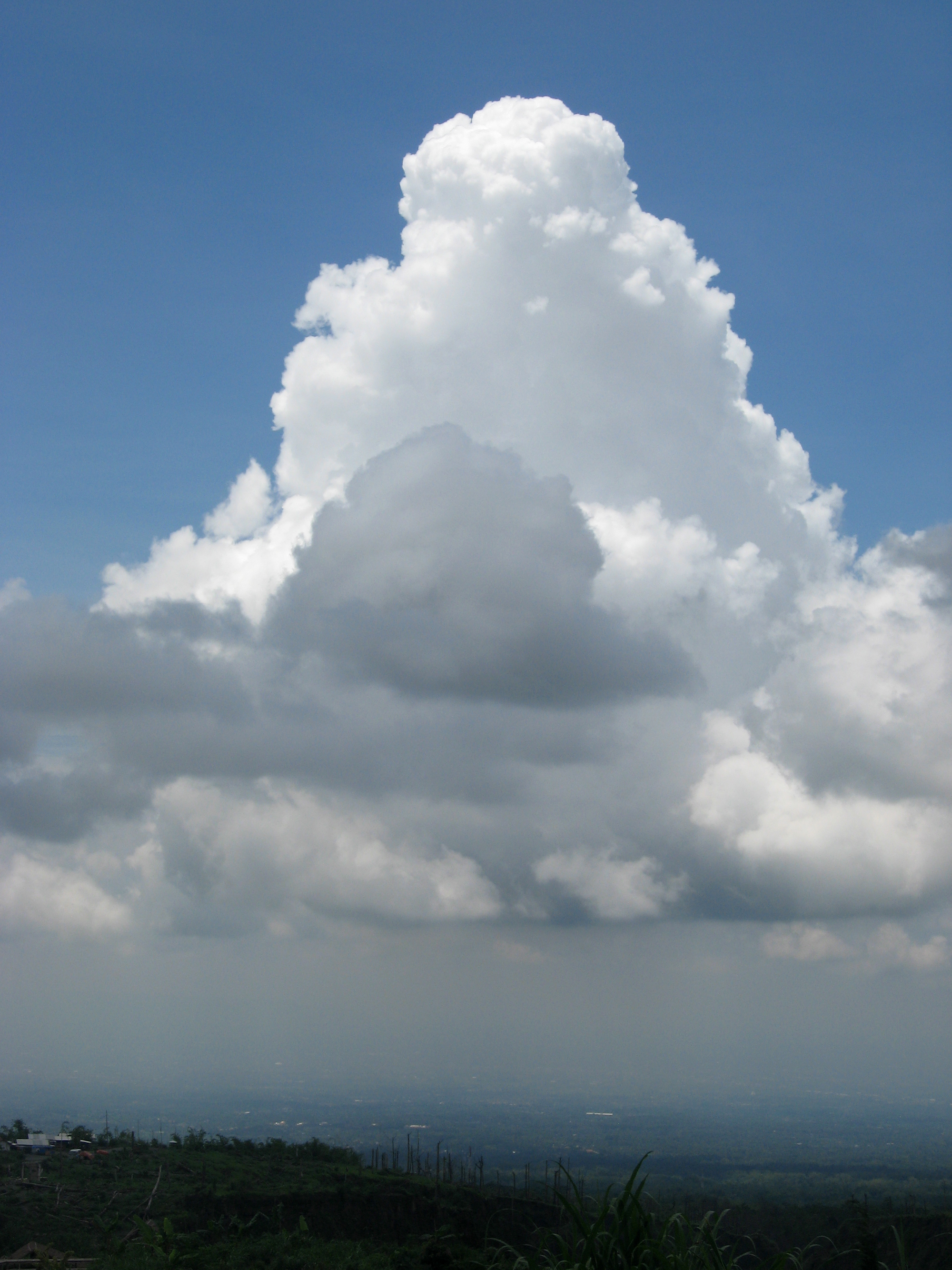
Cumulus congestus

Proces rozpoczyna się zazwyczaj późnym rankiem lub wczesnym popołudniem, gdy partie powietrza o dodatniej wyporności wznoszą się do poziomu kondensacji, tworząc cumulusy. Ostatecznie pojawia się pojedyncza wznosząca się kolumna powietrza o dodatnim wyporze, zwana prądem wstępującym, ponieważ ocieplenie zachodzące w chmurze z powodu kondensacji, zwiększa dodatnią wyporność partii powietrza. Początkowe cumulusy zwykle szybko zanikają, ale nowe często rozwijają się w tej samej kolumnie, co pierwotne cumulusy i „korzystają” z pary wodnej z kropelek chmur, które wyparowały wcześniej. Jeśli istnieje wystarczająca ilość wilgoci o niskim poziomie i utrzymujących się z czasem partii powietrza o dodatniej wyporności, ciąg cumulusów może teraz rosnąć w pojedynczej kolumnie powietrza, tworząc z czasem chmury Cumulus congestus.
Obecność strzelistych Cumulus congestus wskazuje na radykalną zmianę tonu konwekcji. Na tym etapie rosnący cumulus jest zdominowany przez prądy wznoszące, które przyspieszają do około 10 metrów na sekundę, gdy powietrze ze znacznej powierzchni zbiera się, aby zasilać prądy wznoszące. Pod koniec fazy chmura staje się bardzo wysoka i zimna, a górna część chmury staje się „zlodowaciała” (złożona z kryształków lodu), co oznacza przekształcenie się w chmurę Cumulonimbus.

### Etap drugi – „dojrzały”

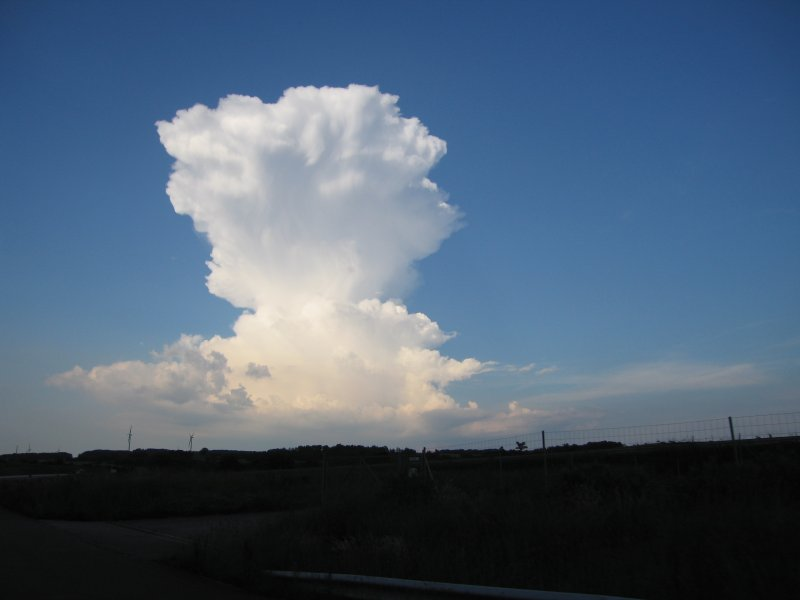
Pojedyncza chmura Cumulonimbus capillatus nad Lotaryngią we Francji

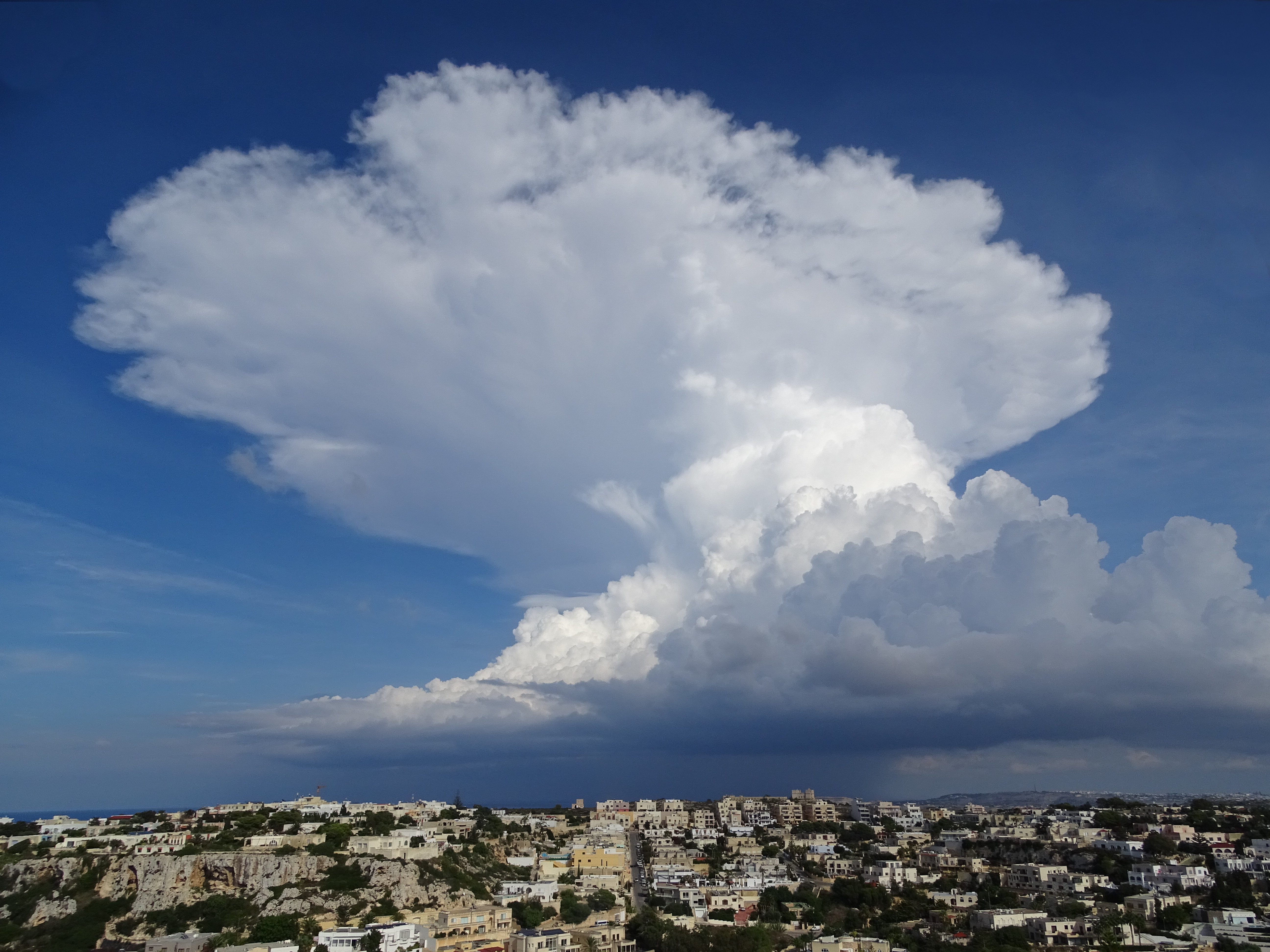
Uformowane kowadło pojedynczej chmury Cumulonimbus capillatus incus

Etap „dojrzały” rozpoczyna się, gdy opady osiągną ziemię. Cechą charakterystyczną dojrzałego etapu jest jednoczesna obecność prądu wstępującego i zstępującego w każdej komórce. Prądy zstępujące powstają zasadniczo z dwóch powodów: oporu wywieranego przez spadające krople deszczu oraz chłodzenia związanego z odparowywaniem małych kropel deszczu. Ochłodzenie spowodowane parowaniem zwiększa gęstość opadających partii powietrza, zwiększając ich ujemną wyporność i przyspieszenie w dół. Prędkość opadania może osiągnąć 20 metrów na sekundę. Zasadniczo opady nie spadają bezpośrednio do rdzenia prądu wstępującego. Kiedy prądy zstępujące uderzają w ziemię i rozprzestrzeniają się, mogą wytwarzać porywisty wiatr. Chociaż burze jednokomórkowe często nie powodują groźnych podmuchów wiatru, w rzadkich mogą się one zdarzyć. Szczególnie silne burze jednokomórkowe nazywane są burzami pulsacyjnymi.
Na tym etapie zjawiska zachodzące w trakcie burzy są najsilniejsze – prądy wstępujące są najmocniejsze, opad ma największą intensywność, wyładowań jest najwięcej, chmura osiąga największą wysokość. Kiedy partie powietrza wznoszą się na szczyt troposfery, szybko stają się chłodniejsze niż ich otoczenie powyżej tropopauzy (stratosfera jest stabilna), co oznacza, że osiągają ujemną wyporność i powoli się zatrzymują. Z tropopauzą działającą w tym sensie jak „pokrywa”, partie powietrza rozchodzą się poziomo wzdłuż niej, tworząc kowadło (łac. incus). Burze jednokomórkowe mogą czasami powodować niewielki grad w fazie dojrzałej (zwykle nie jest on wystarczająco duży, aby spowodować uszkodzenia). Jednak dojrzałość pojedynczej komórki trwa zwykle zaledwie około dziesięciu minut. Faza rozpraszania komórki następuje szybko.

### Etap trzeci – faza rozpraszania
Napędzany deszczem prąd zstępujący, który uderzając w powierzchnię ziemi, rozprzestrzenia się poziomo, nieuchronnie odcina dopływ ciepłego, wilgotnego powietrza do prądu wstępującego burzy, przez co prąd wstępujący pojedynczej komórki słabnie. Ponieważ prąd wstępujący zanika, a opady nadal podtrzymują prąd zstępujący (aczkolwiek słabszy, ponieważ spada też intensywność opadów), prąd zstępujący dominuje obecnie w burzy jednokomórkowej, stanowiącej stan, który definiuje fazę rozpraszania. Burza zanika dość szybko. Opadające powietrze w strumieniu zstępującym powoduje parowanie małych kropel chmur, a gdy prąd wznoszący zanika, pozostałe krople deszczu mogą „wychwytywać” krople chmur, gdy opadają, przyspieszając zanik chmury Cumulonimbus. Ostatecznie kowadło może stać się jedyną pozostałością po burzy jednokomórkowej.